# DeviceNet
DeviceNet ist ein auf CAN basierender Feldbus, der hauptsächlich in der Automatisierungstechnik verwendet wird.
DeviceNet wurde von Allen-Bradley (gehört zu Rockwell Automation) entwickelt und später als offener Standard an die ODVA (Open DeviceNet Vendor Association) übergeben.
DeviceNet ist hauptsächlich in den USA und auch in Asien verbreitet. In Europa konnte sich DeviceNet nicht gegenüber Profibus oder CANopen behaupten.

## Technik

### Anzahl Netzwerkknoten
Maximal 64 Netzwerkknoten pro Feldbussegment. Bei fast allen DeviceNet-Geräten am Markt kann man die Knotenadresse (0 bis 63) mittels Dreh- oder DIP-Schalter am Gerät einstellen. In der Spezifikation ist allerdings auch die Möglichkeit vorgesehen, die Knotenadresse über den Bus zu konfigurieren. Hierfür gibt es bei manchen Geräten eine spezielle Schalterstellung, die mit P oder PGM beschriftet ist.

### Baudraten
Drei verschiedene Baudraten sind wählbar: 125 kBaud, 250 kBaud und 500 kBaud. Bei fast allen DeviceNet-Geräten am Markt kann man die Baudrate mittels Dreh- oder DIP-Schalter am Gerät einstellen.

### Common Industrial Protocol
DeviceNet nutzt auf den unteren Schichten (1 bis 4) des OSI-Modells im Wesentlichen die CAN-Spezifikationen mit einigen zusätzlichen Einschränkungen/Ergänzungen. So sind z. B. bei DeviceNet nicht alle von CAN bekannten Baudraten zugelassen. Auf den oberen Schichten (5 bis 7) verwendet DeviceNet das von der ODVA definierte „Common Industrial Protocol“ (kurz CIP). DeviceNet ist also die Implementierung von CIP auf der Basis von CAN. CIP wird auch für den Feldbus EtherNet/IP verwendet (Ethernet/IP ist die Implementierung von CIP auf der Basis von Ethernet).